# Léon Jeck
Léon Jeck (2 de fevereiro de 1947 - 24 de junho de 2007) foi um futebolista belga que competiu na Copa do Mundo FIFA de 1970.

## Biografia
Ele foi um zagueiro que fez sucesso no Standard de Liège e jogou contra a Rússia e o México na Copa do Mundo de 1970. Foi o pênalti controverso de Jeck contra o México que ajudou os anfitriões a avançar para a próxima fase.
Ele morreu com 60 anos em 23 de junho de 2007 por causa de uma embolia pulmonar.